# 翔 (ミュージシャン)
翔（しょう、1958年6月8日 - ）は、日本のロックンロール歌手。本名：田宮 将吉。神奈川県横浜市戸塚区出身。横浜銀蝿のボーカル、ギタリスト。所属事務所はユタカプロダクション→嵐レコード。兄は嵐ヨシユキ。

## 来歴
- 1974年4月 - 神奈川県立柏陽高等学校入学。同じクラスのJohnnyと出会いバンド活動を始める。
- 1979年9月21日 - 横浜銀蝿、正式結成。
- 1980年9月21日 - シングル『横須賀Baby』、アルバム『ぶっちぎり』でデビュー。
- 1983年12月31日 - 横浜銀蝿解散。
- 1985年 - ソロ活動を開始。
- 1990年9月 - 3歳年下のスタイリストと結婚。後に離婚。
- 1997年2月27日 - 覚せい剤取締法違反で逮捕、不起訴処分。
- 1998年1月1日 - 横浜銀蝿再結成。
- 1998年9月 - 覚せい剤取締法違反で逮捕、1年4ヶ月の実刑判決。
- 2003年4月24日 - 覚せい剤取締法違反で現行犯逮捕、1年10ヶ月の実刑判決。
- 2004年12月9日 - 仮釈放。

## 人物
- 芸名は小さい頃から呼ばれていた「しょう」をもじったもの。翔んでそうで、少女マンガによくでてくる名前だから「翔」にした [1] 。
- 中学生、高校生の時は剣道部に所属していた。
- 高校2年次の後半から3年次にかけて身体をこわし、約4ヶ月入院。3回手術する。
- 1983年8月に横浜市戸塚区で痴漢に襲われた若い女性を助け、犯人を約300メートル追走の末、猛タックルで犯人を捕まえ、戸塚警察署に表彰される。
- 横浜市内で中古車販売会社『EightBeat』を経営していた。

## ディスコグラフィ

### シングル
| #                           | 発売日          | タイトル                     | B面                                          | 規格            | 規格品番        |
| RCA / 翔RECORDS             | RCA / 翔RECORDS | RCA / 翔RECORDS              | RCA / 翔RECORDS                              | RCA / 翔RECORDS | RCA / 翔RECORDS |
| --------------------------- | --------------- | ---------------------------- | -------------------------------------------- | --------------- | --------------- |
| 1st                         | 1985年9月5日    | Baby Cat                     | ヤバイゼRock'n Roll                          | EP              | RHS-601         |
| 2nd                         | 1985年10月21日  | 涙をぶっちぎれ               | 恋のビッグ・ウェイブ                         | EP              | RHS-602         |
| 3rd                         | 1985年11月21日  | 一天地六のロックンローラー   | OK! Baby                                     | EP              | RHS-603         |
| 4th                         | 1985年12月16日  | 憧れの'50sBaby               | 追いかけてMy Way                             | EP              | RHS-604         |
| 5th                         | 1986年8月21日   | 湘南爆走族                   | ホントはエンジェル                           | EP              | RHS-605         |
| 6th                         | 1987年3月21日   | Let's go nice騎士            | ブン・ブン・ブン                             | EP              | RHS-606         |
| BMGビクター / SIXTY RECORDS |                 |                              |                                              |                 |                 |
| 7th                         | 1993年11月21日  | 色つきの恋がセピアに変わる   | 時の流れが止まるほど                         | 8cmCD           | SXDR-113        |
| 8th                         | 1994年5月21日   | ヤンママRock'n Roll (自立編) | ツッパリHigh School Rock'n Roll '94 (特別編) | 8cmCD           | SXDR-121        |
| アルファミュージック        |                 |                              |                                              |                 |                 |
| 9th                         | 1995年7月26日   | DIAMOND                      | 業界馬鹿のロックンロール by 横浜銀バウ       | 8cmCD           | ALDA-2013       |
| 10th                        | 1996年6月26日   | 渚のROCK'N ROLL              | 夏の蜃気楼                                   | 8cmCD           | ALDA-2021       |
| 11th                        | 1996年8月23日   | 夏のフィルム                 | とんでもないコギャルBoogie                   | 8cmCD           | ALDA-2025       |
| 12th                        | 1996年10月23日  | ふたりのEve                  | 無敵のRock'n Roll                            | 8cmCD           | ALDA-2026       |

### アルバム

#### オリジナ・・アルバム
| #                           | 発売日          | タイトル                | 規格            | 規格品番        |
| RCA / 翔RECORDS             | RCA / 翔RECORDS | RCA / 翔RECORDS         | RCA / 翔RECORDS | RCA / 翔RECORDS |
| --------------------------- | --------------- | ----------------------- | --------------- | --------------- |
| 1st                         | 1985年11月21日  | THE KING OF ROCK'N ROLL | LP              | RHL-8824        |
| BMGビクター / SIXTY RECORDS |                 |                         |                 |                 |
| 2nd                         | 1994年1月21日   | KINGDOM                 | CD              | SXCR-606        |
| アルファミュージック        |                 |                         |                 |                 |
| 3rd                         | 1996年8月28日   | KINGDOM II              | CD              | ALCA-5038       |

#### ミニ・アルバム
| #               | 発売日          | タイトル        | 規格            | 規格品番        |
| RCA / 翔RECORDS | RCA / 翔RECORDS | RCA / 翔RECORDS | RCA / 翔RECORDS | RCA / 翔RECORDS |
| --------------- | --------------- | --------------- | --------------- | --------------- |
| 1st             | 1986年9月21日   | 湘南爆走族      | LP              | RHL-4509        |

#### セルフカバー・アルバム
| #                    | 発売日               | タイトル             | 規格                 | 規格品番             |
| アルファミュージック | アルファミュージック | アルファミュージック | アルファミュージック | アルファミュージック |
| -------------------- | -------------------- | -------------------- | -------------------- | -------------------- |
| 1st                  | 1995年7月26日        | ぶっちぎり海賊版     | CD                   | ALCA-5035            |

#### ライブ・アルバム
| #               | 発売日          | タイトル                                   | 規格            | 規格品番        |
| RCA / 翔RECORDS | RCA / 翔RECORDS | RCA / 翔RECORDS                            | RCA / 翔RECORDS | RCA / 翔RECORDS |
| --------------- | --------------- | ------------------------------------------ | --------------- | --------------- |
| 1st             | 1986年3月15日   | 日本武道館LIVE 〜THE KING OF ROCK'N ROLL〜 | LP              | RHL-8828        |

#### 参加アルバム
1. 日比谷音楽倶楽部(1989年)
2. オレ達、ルーキーショー(1991年)

### ビデオ
- THE KING OF ROCK'NROLL

### タイアップ一覧
| 曲名                                   | タイアップ                                                     | 収録作品                               |
| -------------------------------------- | -------------------------------------------------------------- | -------------------------------------- |
| 湘南爆走族                             | 少年KING連載 東映アニメビデオ『湘南爆走族』主題歌              | シングル「湘南爆走族」                 |
| Let's go nice騎士                      | オリジナルビデオアニメ『湘南爆走族II 1/5 LONELY NIGHT』主題歌  | シングル「Let's go nice騎士」          |
| ブン・ブン・ブン                       | 東映映画『湘南爆走族』挿入歌                                   | シングル「Let's go nice騎士」          |
| 色つきの恋がセピアに変わる             | TBS系『所さんのワーワーブーブー』挿入歌                        | シングル「色つきの恋がセピアに変わる」 |
| DIAMOND                                | 日本テレビ系全国ネット『いつみても波瀾万丈』エンディングテーマ | シングル「DIAMOND」                    |
| 業界馬鹿のロックンロール by 横浜銀バウ | TBS『気楽快楽音祭SHOW』挿入歌                                  | シングル「DIAMOND」                    |

## 出演

### 映画
- 白蛇抄（はくじゃしょう）（1982年）
- 湘南爆走族（1987年） - 権田二毛作
- 新・童貞物語 ホンコンバージンボーイ（1990年） - 日野修
- 商店街な人（2011年、高橋和勧 監督） - 宮田
- セカイイチオイシイ水ーマロンパティの涙ー（2019年）

### オリジナルビデオ・DVD
- 新・童貞物語2 Close to you あなたのそばに（1991年） - 日野修
- 湾岸バッド・ボーイ・ブルー（1992年）
- 200X年・翔（1992年）
- ツッパリ・ハイ・スクール1 武闘派高校伝（1994年）
- ツッパリ・ハイ・スクール2 校外乱闘篇（1995年）
- ツッパリ・ハイ・スクール3 新天地抗争（1995年）
- ツッパリ・ハイ・スクール4 広島代理戦争（1995年）
- ヤンママ ROCK'N ROLL（1995年）
- 改造屋総長エイジ（1996年）
- 実録・瀬戸内やくざ戦争 伊予路水滸伝（2003年）- 主演・二代目大日本昭和会 剛誠会山浦組若頭 藤村純一
- 修羅の荒野（2008年） - 親侠会理事長 伊集院輝樹

### アニメ
- 湘南爆走族－残された走り屋たち－（1986年）- 江口洋助

### バラエティ
- 天才・たけしの元気が出るテレビ!!（日本テレビ） - 横浜グリース物語
- 上海紅鯨団が行く（1986年10月 - 1987年9月、関西テレビ）
- SUPER WEEKEND LIVE 土曜深夜族（1988年4月 - 1989年2月、TBS）
- 1億人のラブコール あの人に逢いたい91（1991年、TBS）
- ますこっとたわー（1991年4月 - 1992年3月、TBS）
- ルーキーショー・愛はかげろう（1992年4月 - 1992年9月、TBS）
- ファイト!（1993年、NHK教育テレビ）
- ダウンタウンのごっつええ感じ（1994年3月13日、フジテレビ） - 第二回各界名士俳句詠みの会
- ギルガメッシュないと （テレビ東京）
- 最大公約ショー（TBS）
- ウンナンの桜吹雪は知っている（TBS） - スピード違反訴訟
- タモリのSuperボキャブラ天国（1996年1月10日・2月21日・4月24日・5月29日・6月26日、フジテレビ）
- 川柳役者（1996年、TBS）
- めちゃ²モテたいッ!（フジテレビ） - モテたいッ!トーク
- SMAP×SMAP（1996年6月10日、関西テレビ・フジテレビ） - 歌のコーナー
- ものまね王座決定戦（1996年10月1日・11月26日・1997年3月4日・10月2日・11月27日・1998年4月2日、フジテレビ）
- ふぞろいの天使たち（1998年5月2日・5月9日、フジテレビ）
- すじがねファンです!（2019年10月24日、テレビ朝日）
- クイズ!脳ベルSHOW（2020年11月30日・12月1日、BSフジ） - ゲスト
- 翔くん 豪ちゃん 翔和へGO!（2022年7月6日 - 2022年12月27日、tvk） - MC

### ラジオ
- パックインミュージック（1981年10月 - 1982年7月、TBSラジオ）
- TOKYOパニックごっくんNITE（1987年4月21日、アール・エフ・ラジオ日本）
- ROCK RUSH RADIO（2010年3月4日・3月11日、アール・エフ・ラジオ日本）
- 大ちゃん歌さんの人生楽しみま翔（2018年4月4日 - 、FM戸塚）

### インターネット
- Club SHOWTIME（2008年2月 - 2009年4月、nakano＠deress）
- しるば〜ふらぃTV（2009年2月 - 2009年4月、nakano＠deress）
- アスクル（2009年5月 - 2009年7月、nakano＠deress）

## 出版物

### 著書
- 翔とイクラの不良のお約束（1990年、学習研究社）

### 雑誌連載
- ヤングオート（1986年－1997年、芸文社） -「翔先生の集まれぶっちぎり小僧ども!!」